# Promised Land (álbum de Queensrÿche)
Promised Land es el quinto álbum en estudio de la banda de metal progresivo Queensrÿche, editado por EMI en 1994.
Sucesor de su exitoso trabajo Empire, Promised Land es el álbum del grupo que llegó más alto en los charts hasta el momento, escalando hasta el puesto N.º 3 del Billboard 200.
La temática de las canciones traza reflexiones sobre la sociedad americana, sobre los objetivos de la vida cotidiana, y sobre la búsqueda del éxito, y como todo esto moldea las actitudes individuales.

## Lista de canciones
1. "9:28 a.m." (Scott Rockenfield) – 1:43
2. "I Am I" (Chris DeGarmo, Geoff Tate) – 3:56
3. "Damaged" (DeGarmo, Tate) – 3:55
4. "Out of Mind" (DeGarmo) – 4:34
5. "Bridge" (DeGarmo) – 3:27
6. "Promised Land" (DeGarmo, Eddie Jackson, Rockenfield, Tate, Michael Wilton) – 8:25
7. "Disconnected" (Rockenfield, Tate) – 4:48
8. "Lady Jane" (DeGarmo) – 4:23
9. "My Global Mind" (DeGarmo, Rockenfield, Tate, Wilton) – 4:20
10. "One More Time" (DeGarmo, Tate) – 4:17
11. "Someone Else?" (DeGarmo, Tate) – 4:38

## Personal
- Geoff Tate – voz, saxofón, teclados.
- Chris DeGarmo – guitarra, piano, violonchelo, sitar.
- Michael Wilton – guitarra
- Eddie Jackson – bajo, guitarra.
- Scott Rockenfield – batería, percusión, efectos.

## Créditos
- Producido por Queensrÿche y James Barton.
- Asistente Phil Brown
- Grabado en The Dungeon, At Home & Big Log Studio, Seattle; Triad Studios, Redmond (Washington); Music Grinder Studio, Hollywood; agosto de 1992 – mayo de 1994.
- Grabado por James Barton, Tom Hall y Queensrÿche.
- Grabaciones adicionales en Music Grinder, asistencia de Eric Fischer.

## Posicionamiento

### Álbum
| Año  | Listas            | Posición |
| ---- | ----------------- | -------- |
| 1994 | The Billboard 200 | 3        |
| 1994 | Alemania          | 10       |

### Sencillos
illboard (EE. UU.)
| Año  | Sencillo       | Listas                 | Posición |
| ---- | -------------- | ---------------------- | -------- |
| 1994 | "I Am I"       | Mainstream Rock Tracks | 8        |
| 1994 | "Bridge"       | Mainstream Rock Tracks | 6        |
| 1995 | "Disconnected" | Mainstream Rock Tracks | 32       |